# Duquesne (croiseur)
Pour les autres navires du même nom, voir Duquesne (navire).
Le Duquesne est un croiseur lourd de classe Duquesne, en service dans la Marine nationale française pendant la Seconde Guerre mondiale.
Nommé d'après Abraham Duquesne, sa construction est lancée le 30 octobre 1924, à l'arsenal de Brest.

## Histoire
Le 4 mai 1930, le Président de la République, Gaston Doumergue et plusieurs ministres, embarquent à bord du croiseur à destination d' Alger afin de participer aux festivités du 
Centenaire de l'Algérie française (1830-1930).
Lors de l'armistice de juin 1940, le Duquesne est basé à Alexandrie au sein de la Force X placée sous les ordres de l'amiral René-Émile Godfroy avec le cuirassé Lorraine, deux autres croiseurs de 10 000 tonnes (Tourville et Suffren), un croiseur de 7 500 tonnes (Duguay-Trouin), trois torpilleurs de 1 500 tonnes (Basque, Forbin, Fortuné) et un sous-marin de 1 500 tonnes (Protée). 
Le 3 juillet 1940, à la suite d'un ordre secret donné par Churchill à la Royal Navy (opération Catapult), celle-ci doit capturer, neutraliser ou détruire tous les bâtiments français où qu'ils se trouvent. C'est le cas de la Force X qui est réfugiée dans un port sous contrôle Britannique. Les bonnes relations qui prévalent entre les deux amiraux Godfroy et Andrew Cunningham permettent d'engager des négociations entre les deux états-majors, qui aboutissent à un compromis. Les Français acceptent de vider leurs soutes à mazout et retirer les mécanismes de tir de leurs canons, en échange de quoi les navires restent sous leur commandement. Cunningham promet de rapatrier les équipages. Les navires restent alors internés à Alexandrie avec des équipages réduits.
Après des accords signés le 30 mai 1943, toute la Force X rejoint le camp allié. Commence alors un long trajet par le canal de Suez puis le cap de Bonne Espérance à destination de Dakar.

## Personnalités ayant servi à bord
- Capitaine de vaisseau Paul Maerten (1896-1970), à partir de 1944.
- Maître fusilier marin Julien Roger (1919-1945), sur le Duquesne vers 1938, futur compagnon de la Libération.
- Second maître mécanicien Henri Romanetti (1909-1944) sur le Duquesne en 1935-1937, futur compagnon de la Libération.